# Corregimientos de Colombie
Le terme Corregimiento est utilisé en Colombie pour définir un type de division de la zone rurale des différentes municipalités du pays, qui comprend un noyau de population (centre de population) éloigné ou non aggloméré de la capitale municipale.

## Description
Selon l'article 117 de la loi 136 de 1994, un corregimiento est une partie interne d'une municipalité et le conseil municipal est habilité à établir une division par le biais d'accords, dans le but d'améliorer la prestation de services et d'assurer la participation de la population aux affaires publiques locales.
Le corregimiento englobe un groupe de veredas, et peut contenir des hameaux et établissements de police. Il a également un quartier à sa tête. Historiquement, un corregimiento est la juridiction d'un corrégidor.
Le maire respectif peut déléguer par acte administratif, dans les corregimientos, des fonctions expresses en matière de prestation de services publics, d'administration des biens immobiliers et de perception des recettes fiscales qui sont propres à l'administration municipale.
Chaque corregimiento est dirigé par un conseil d'administration local (JAL), composé de cinq membres au minimum et de neuf membres au maximum, élus au suffrage universel pour une période de quatre ans, qui doit coïncider avec le mandat du conseil municipal.
Son équivalent dans la zone urbaine de certaines municipalités sont : les communes.

## Galerie

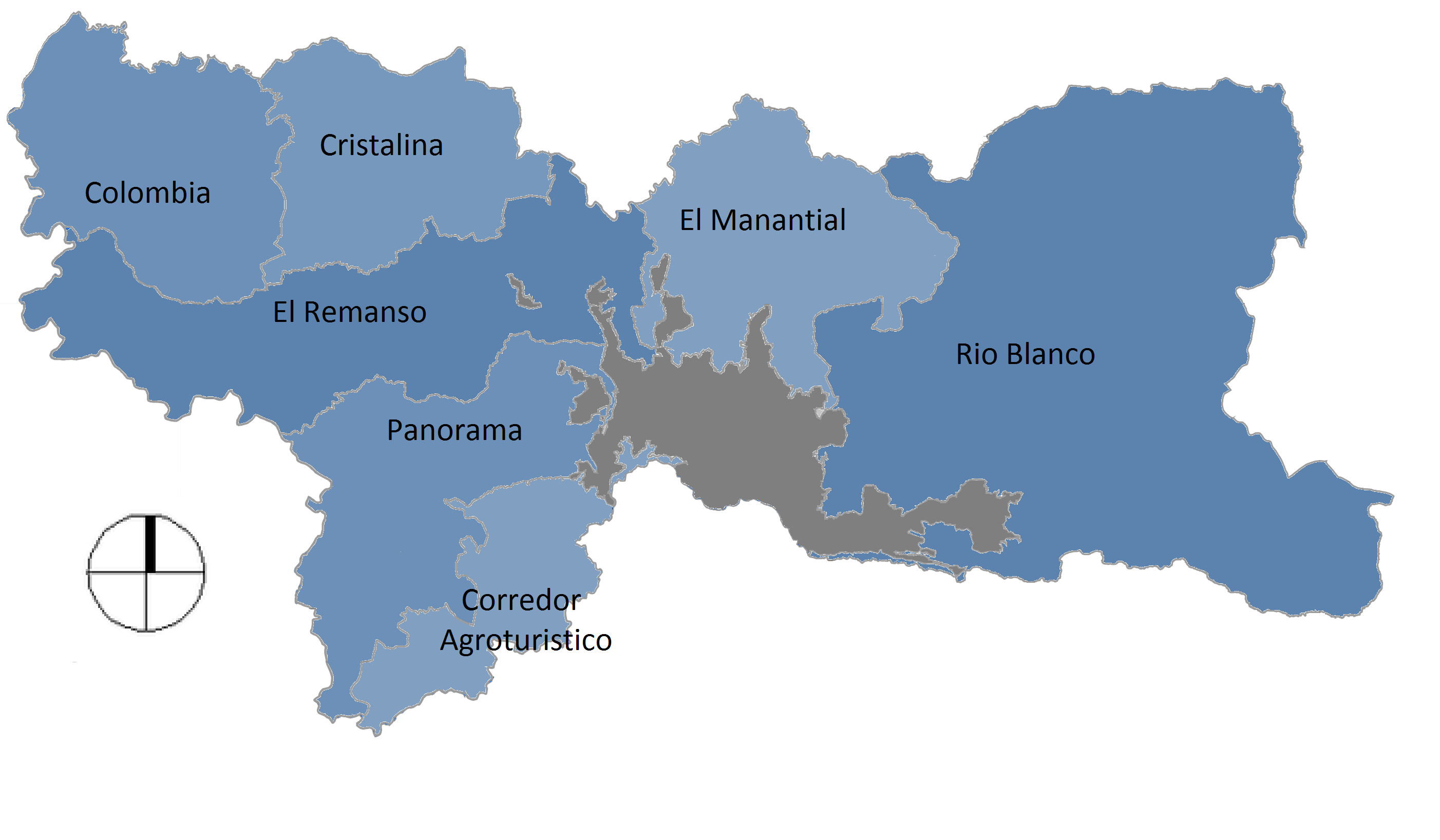
Corregimientos de la municipalité de Manizales.
Corregimientos de la municipalité de Medellín.
Corregimientos de la municipalité de Neiva.
Corregimientos de la municipalité de Popayán.
Corregimientos de la municipalité de Santiago de Cali.
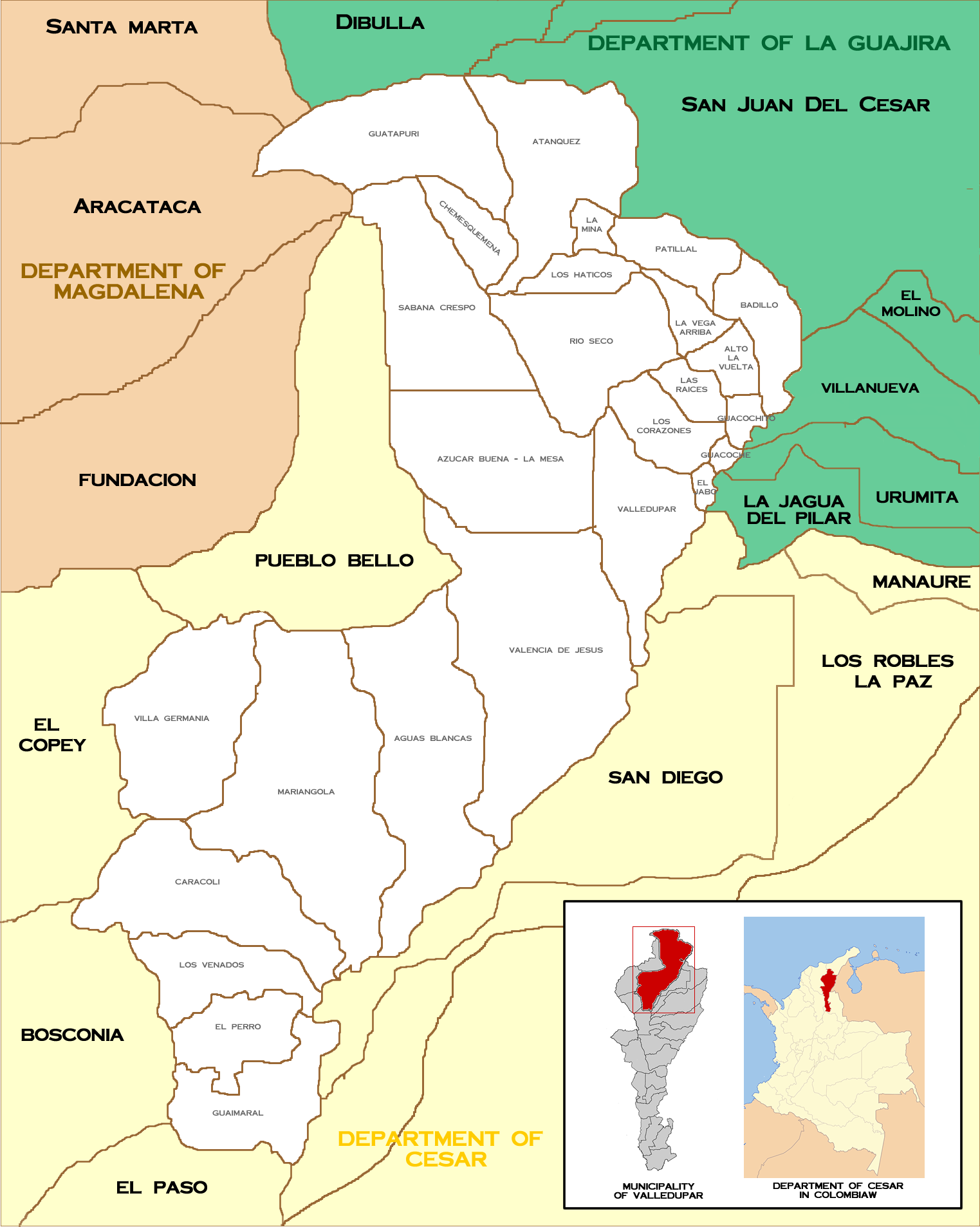
Corregimientos de la municipalité de Valledupar.